# Jokha al-Harthi
Jokha al-Harthi, también  conocida como Jokha Alharthi (Omán, 1978) es una escritora y académica omaní. Se formó entre Omán y Reino Unido y obtuvo su doctorado en Literatura Árabe en la Universidad de Edimburgo. Es profesora asociada del departamento de Árabe clásico de la Universidad Sultán Qaboos. En  2019 ganó el Premio Booker Internacional. 

## Trayectoria
Alharthi creció en el  seno de una familia inmersa en la historia y, sobre todo, en la literatura árabe. Su abuelo era poeta y un tío suyo escritor de viajes. Vive en Mascate y enseña literatura árabe clásica en la Universidad Sultán Qaboos. Es la cuarta hija de una familia de nueve hermanas y cuatro hermanos. Está casada y tienen tres hijos.
Alharthi publicó su primer relato corto de ficción a los 18 años. Desde entonces ha escrito tres novelas en árabe, varias colecciones de cuentos, traducidas a cinco idiomas, así como libros infantiles y ensayos académicos, y su obra ha sido destacada en la revista Banipal.
En 2016 ganó el premio Sultán Qaboos de Cultura, Artes y Literatura, por su novela Narinjah (Naranja amarga) y en 2019 obtuvo el Premio Booker Internacional a la mejor obra de ficción del año traducida al inglés con su novela Celestial Bodies (Cuerpos celestes). Esta novela se publicó por primera vez en 2010 bajo el título Sayyidat el-Qamar y quedó finalista del Premio Zayed en 2011. Más tarde fue traducida al inglés por Marilyn Booth y se publicó bajo el título de Celestial Bodies en 2018. Es la primera obra escrita originalmente en árabe que recibe este premio.